# Klein Sankt Paul
Klein Sankt Paul är en ort och kommun  i Österrike. Den ligger i distriktet Sankt Veit an der Glan i förbundslandet Kärnten, i den södra delen av landet, 200 km sydväst om huvudstaden Wien. 
Kommunen består av 18 orter (Ortschaften) (inom parentes invånarantal 1 januari 2024):

- Buch (9)
- Drattrum (14)
- Dullberg (9)
- Filfing (61)
- Grünburg (8)
- Kirchberg (41)
- Kitschdorf (105)
- Klein St. Paul (1 026)
- Maria Hilf (0)
- Mösel (39)
- Müllergraben (1)
- Oberwietingberg (62)
- Prailing (64)
- Raffelsdorf (16)
- Sittenberg (48)
- Unterwietingberg (45)
- Wietersdorf (28)
- Wieting (210)